# Ernst Felle
Ferdinand Ernst Felle (ur. 26 kwietnia 1876 w Biberach an der Riß, zm. 23 kwietnia 1959 w Heidelbergu) – niemiecki wioślarz, brązowy medalista olimpijski.
Wystąpił na igrzyskach olimpijskich w Paryżu w 1900, gdzie niemiecka osada Ludwigshafener Ruder Verein w składzie: Ernst Felle, Otto Fickeisen, Carl Lehle, Hermann Wilker i Franz Kröwerath (sternik) zdobyła brązowy medal w czwórkach ze sternikiem (Finał B). Do srebrnych medalistów, Holendrów z klubu Minerva Amsterdam, Niemcy stracili 2 sekundy. Był to jego jedyny start olimpijski.
Był też wieloletnim członkiem zarządu klubu Ludwigshafener RV.